# Wolkenburg (Köln)

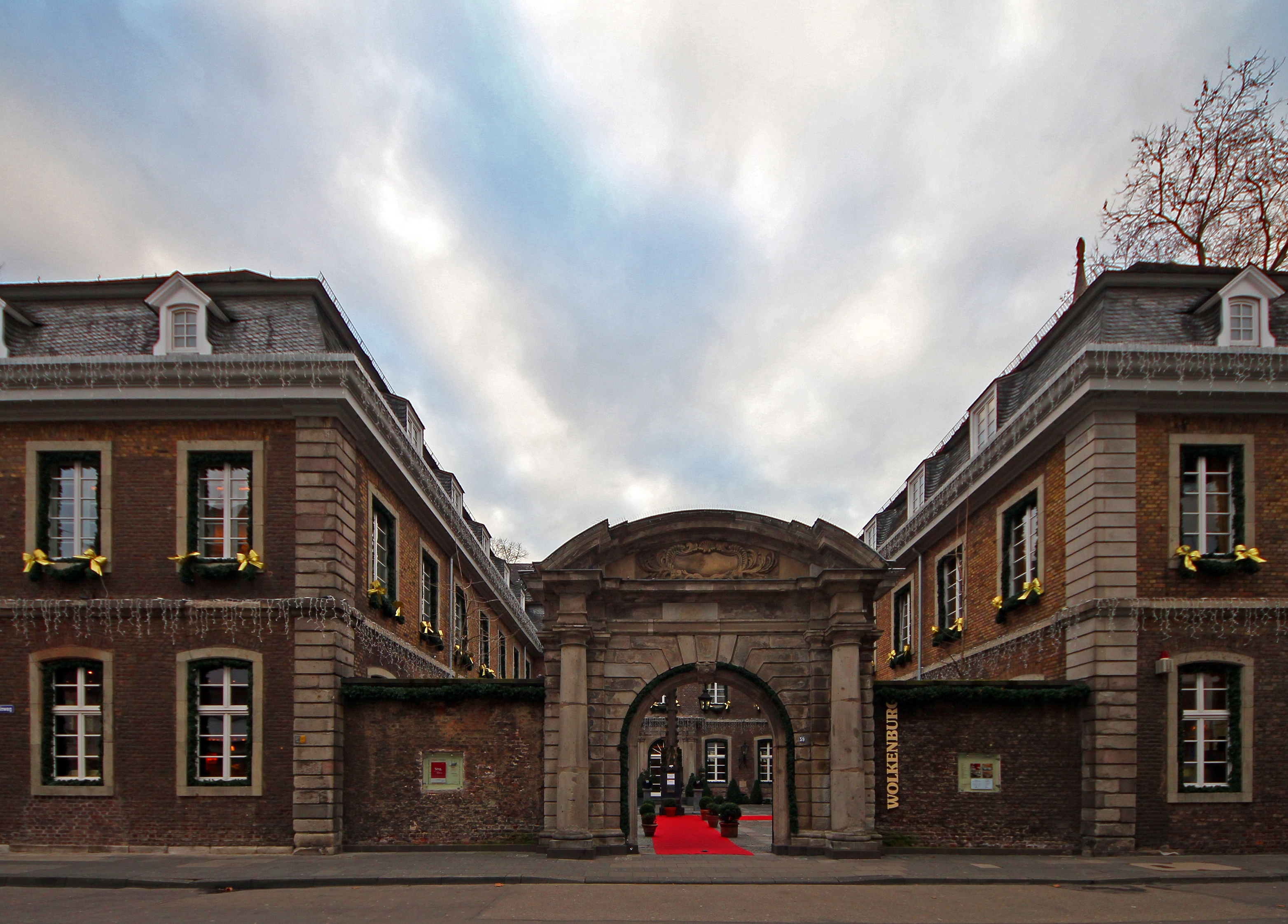
Die Kölner Wolkenburg mit Eingangsportal am Mauritiussteinweg (2011)

Als Wolkenburg wird ein historisches Gebäude im Kölner Stadtteil Altstadt-Süd bezeichnet. Der Name geht auf die Gründungsgeschichte der Theaterspielgemeinschaft Cäcilia Wolkenburg des Kölner Männer-Gesang-Vereins von 1842 zurück. Dieser erhielt die Restanlage des ehemaligen Klosters am Mauritiussteinweg in der Kölner Innenstadt als neuen Sitz, nachdem das ursprüngliche Haus Wolkenburg An der Wollküche im Krieg zerstört wurde und anschließend der Verkehrsplanung der Stadt Köln weichen musste. Die barocken Gebäude entstanden am Ort einer mittelalterlichen Klosteranlage der Benediktinerinnen von Rolandswerth (heute Nonnenwerth) und wurden 1734  erbaut. Heute ist das Baudenkmal Haus Wolkenburg neben dem Sitz des Kölner Männer-Gesang-Vereins (KMGV) ein Veranstaltungszentrum.

## Namensherkunft
Der Name des Gesangvereins hat seinen Ursprung in dem 1244 erstmals in den Kölner Schreinsbüchern des Pfarrbezirks St. Peter angeführten Hof Wolkenburg. Das Anwesen lag an der Ecke der ehemaligen Straße „An der Wollküche“ 1 bis 3 sowie der noch heute vorhandenen Straße Cäcilienkloster und wurde dann 1456 neu erbaut. Um 1500 gehörte dieser Hof der Seidmacherin Fygen Lutzenkirchen.
Die Ortslage an St. Cäcilien sowie den Namen des 1873 durch den Architekten Heinrich Nagelschmidt umgebauten oder restaurierten Hofes Wolkenburg, nahmen die Gründer des Gesangvereines zum Anlass, sich „Cäcilia Wolkenburg“ zu nennen. Der alte Hof Wolkenburg war nach den Recherchen des Historikers Hans Vogts seit 1860 das Heim des Kölner Männergesangvereins, der später in das noch erhaltene Restgebäude der ehemaligen Klosteranlagen am Mauritiussteinweg umzog. Das Gebäude der alten Wolkenburg am Cäcilienkloster wurde 1911/12 abgebrochen.

### Weiterentwicklung
Nach der Säkularisation 1802 gelangte das Gebäude zuerst in privaten, dann städtischen Besitz. 1829 übernahmen es die Alexianerbrüder, bevor sie 1900 nach Lindenthal umzogen. In den folgenden Jahren befand sich darin eine Kunstgewerbeschule und die Rheinische Musikschule. Der Kölner Männer-Gesang-Verein übernahm das am 31. Mai 1942 beschädigte Haus und stellte es bis 1960 wieder her; 1987 folgte die endgültige Restaurierung. Am 1. Juli 1980 wurde die Wolkenburg in die Kölner Baudenkmalliste aufgenommen.